# Theodor Kotschy

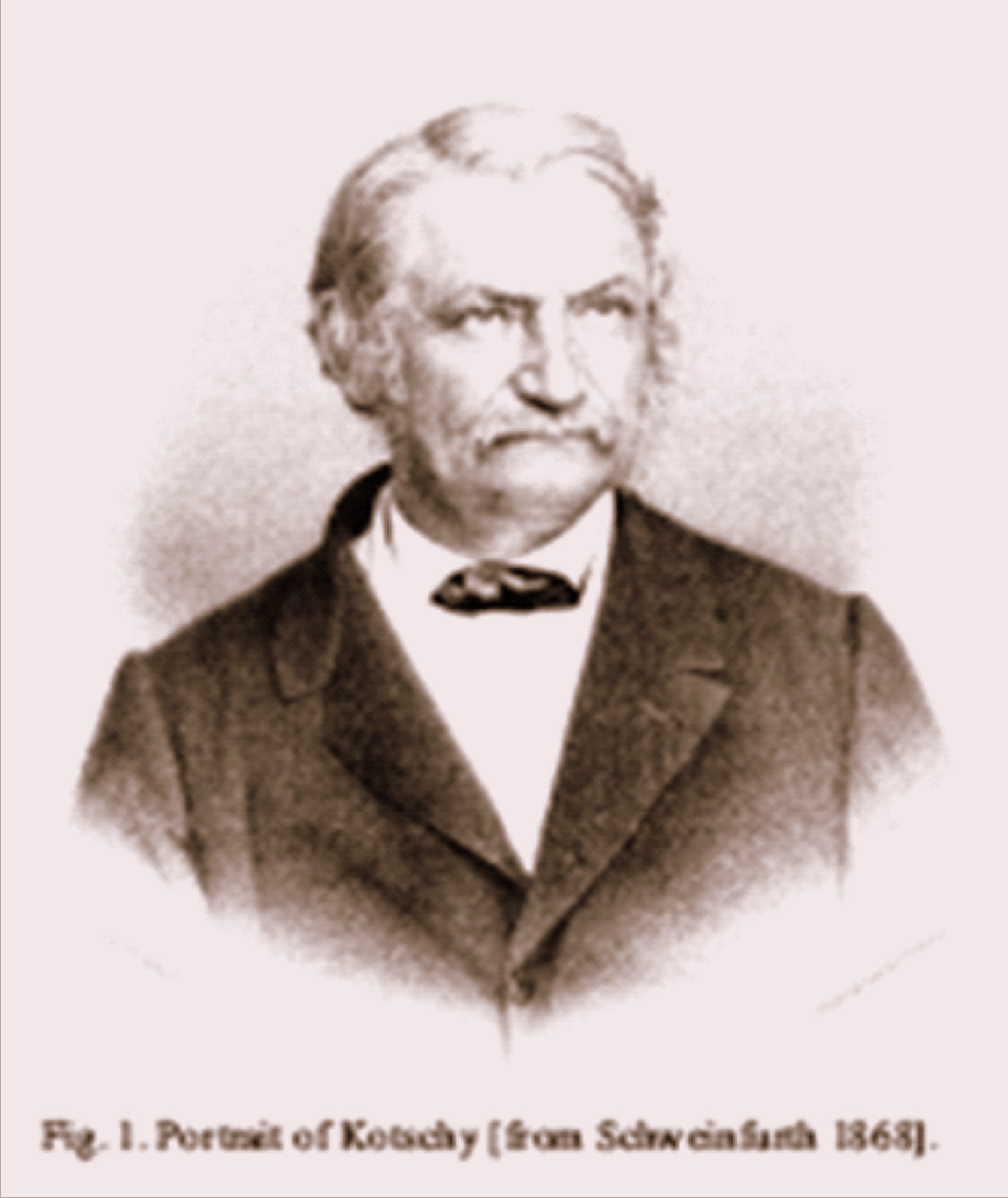
Theodor Kotschy

Karl (Carl) Georg Theodor Kotschy, född 15 april 1813 i Ustron, Österreichisch-Schlesien, död 11 juni 1866 i Wien, var en österrikisk botaniker. 
Kotschy var 1836–38 deltagare i Joseph Russeggers vetenskapliga expedition till Orienten och länderna vid Nilen samt fortsatte därefter på egen hand under ytterligare några år sin forskning i olika delar av österlandet. Detta besökte han därefter flera gånger, även sedan han 1852 blivit biträdande kustos vid botaniska hovkabinettet i Wien. Han hemförde till Europa pressade växter i hundratusental och berikade därigenom vetenskapen med en mängd nya arter.

## Eponymer
Theodor Kotschy har hedrats med de vetenskapliga namnen:
- Cyrtodactylus kotschyi
- Hypericum kotschyanum
- Kotschya
- Kotschya platyphylla
- Ophrys kotschyi

Auktorsnamnet Kotschy kan användas för Theodor Kotschy i samband med ett vetenskapligt namn inom botaniken; se Wikipediaartiklar som länkar till auktorsnamnet.